# Hong'an
Hong'an, tidigare känt som Hwangan,  är ett härad som lyder under Huanggangs stad på prefekturnivå i Hubei-provinsen i centrala Kina. Det ligger omkring 90 kilometer norr om provinshuvudstaden Wuhan.

## Kända personer
- Dong Biwu (1886-1975), kommunistisk politiker och jurist;
- Xie Fuzhi (1909-1972), kommunistisk politiker och viktig gestalt under Kulturrevolutionen;
- Li Xiannian (1909-1992), kommunistisk politiker och Folkrepubliken Kinas president 1983-88

## Källa
1. ↑  ”worldpostmarks.net”. Arkiverad från originalet den 2 januari 2015. https://web.archive.org/web/20150102101710/http://worldpostmarks.net/HTML%20Countries/china.htm. Läst 22 juli 2015.